# Schmuckflossen-Fiederbartwels
Der Schmuckflossen-, Hochflossen- oder Federflossen-Fiederbartwels (Synodontis eupterus) ist ein Angehöriger der über 130 Arten umfassenden Gattung Synodontis, die zur Unterfamilie der Fiederbartwelse (Mochokinae) der Familie Mochokidae gehört. Die Art wurde bereits 1901 als Synodontis eupterus wissenschaftlich beschrieben. Der Artname ist aus dem Griechischen und leitet sich ab von eu, für ‚schön‘ und pteron für ‚Flosse‘. Zwar lässt sich die Ersteinfuhr dieser Welse für aquaristische Zwecke nicht mehr genau feststellen, um 1990 taucht sie aber in der Hobby-Literatur auf.

## Merkmale
Das Erkennungszeichen dieses Welses ist, wie die Namen schon vermuten lassen, die Rückenflosse, deren vordere Strahlen bei erwachsenen Tieren stark verlängert sind. Jungtiere hingegen besitzen am Schwanzstiel, vor und nach der Fettflosse eine schmale, leicht wellenförmige, fast weiße vertikale Linie, die beidseitig von einem dunklen Rand umgeben ist. In diesem Alter sind auch die Flossen noch mehr oder weniger gebändert. Mit zunehmendem Alter verschwindet die weiße Linie und der Rand und die Bänder lösen sich zusehends in einzelne Punkte auf. Schließlich ist der ganze Körper mit kleinen, schwärzlichen Punkten, in nicht zu engem Abstand bedeckt. Die Grundfärbung ist bräunlich olivfarben.

## Vorkommen
Das Verbreitungsgebiet reicht vom mittleren Nil (der Lake No ist der Typusfundort) über das Tschadbecken bis zum Niger- und Volta-System.

## Größe
Je nach Quelle ist von 15 bis 23 Zentimetern Gesamtlänge die Rede.

## Verhalten und Fortpflanzungsbiologie

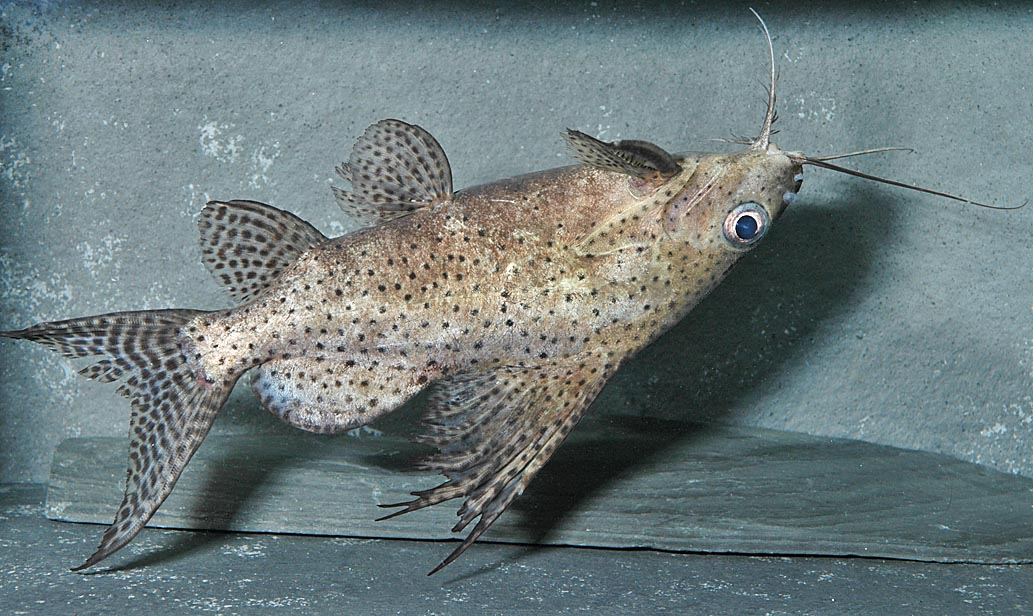
Ein Synodontis eupterus in Rückenlage

Eine Besonderheit dieser Welse ist, dass sie zeitweise auf dem Rücken schwimmen. Dies mag daher kommen, dass sie gerne unter Wurzeln stehen, mit dem Bauch nach oben. Wenn sie dann, gut gedeckt, von einer Wurzel zur anderen huschen, lohnt es sich vielleicht nicht, sich zur Überwindung der kleinen Distanzen extra umzudrehen. Der Rückenschwimmende Kongowels verwendet diese besondere Schwimmhaltung sogar im „Dauerbetrieb“. Da auch einzelne weitere Synodontis-Arten auf diese Weise auffallen, heißt die ganze Familie im englischen auch „Upside-Down Catfishes“. S. eupterus gilt als friedlicher Pflegling im Aquarium. Dieser Wels sollte allerdings nicht mit Fischen vergesellschaftet werden, die an Flossen zupfen, da die verlängerten Flossenstrahlen der Rückenflosse solche Arten besonders animieren.
Die Fortpflanzung des Schmuckflossen-Fiederbartwelses ist nicht genau bekannt, es wird aber angenommen, dass sie Freilaicher sind. Obwohl S. eupterus in Gefangenschaft noch nicht rein nachgezüchtet werden konnte, werden Hybriden dieser Art im Zierfischhandel angeboten. Diese werden vor allem in Osteuropa durch Hormonspritzen (Hypophysen-Extrakte) erzielt.

## Synonyme
- Synodontis galinae Kochetov, 1998[3]
- Synodontis macrepipterus Pellegrin, 1922[4].